# ケビン・タワーズ
ケビン・スコット・タワーズ（Kevin Scott Towers, 1961年11月11日 - 2018年1月30日）は、アメリカ合衆国オレゴン州ジャクソン郡メドフォード出身の元プロ野球選手（投手）。右投右打。引退後は、MLBのサンディエゴ・パドレスとアリゾナ・ダイヤモンドバックスの2球団でゼネラルマネージャー（GM）を務めた。

## 経歴

### プロ入り前
ミラコスタ・カレッジ在学時の1981年、MLBドラフト13巡目（全体323位）でアトランタ・ブレーブスから指名されたが、この時は契約しなかった。

### 現役時代
ブリガムヤング大学へ転校後の1982年6月、MLB二次ドラフト1巡目（全体1位）でサンディエゴ・パドレスから指名され、プロ入り。現役時代は1988年にAAA級まで到達したのが最高クラスで、メジャー経験は無いまま、1989年に引退した。

### 引退後
引退年の1989年から2年間はパドレス傘下（当時）のA-級スポケーン・インディアンスで投手コーチを務めた。また、並行して1989年から1991年まではパドレス、1991年から1993年まではピッツバーグ・パイレーツのスカウトとして活動した。1993年からはスカウトディレクターとしてパドレスへ復帰し、1995年にはGMへ就任した。2009年10月までのパドレスGM在任中で4度の地区優勝と1998年のワールドシリーズ進出へ導いた。
2010年のシーズン中はニューヨーク・ヤンキースの特任スカウトを務めた。9月にはアリゾナ・ダイヤモンドバックスのGMへの就任が発表された。ダイヤモンドバックスでは2011年に地区優勝を果たし、2014年まで務めた。
2015年にはシンシナティ・レッズのスカウト兼GM特別補佐を務めた。2016年からは甲状腺癌を患い、2018年1月30日に死去したことが報じられた。この年はパドレスの球団殿堂入りを果たし、5月12日にはタワーズとその功績を讃えるセレモニーがペトコ・パークで催された。

## GMとしての特徴
自身が投手だったのとコーチ経験もあるためか選手の見極めは野手よりも投手の方が得意だと自ら認めており、特にブルペン編成の巧さを評価されていた。オールドスクール派であり、チームの和や闘争心を重視するタイプであった。